# سنفورد (دهانه)
سنفورد یک دهانه برخوردی در ماه‌ است.

## دهانه‌های اقماری
این دهانه ۴ دهانه اقماری دارد.
| Sanford | عرض جغرافیایی | طول جغرافیایی | قطر          |
| ------- | ------------- | ------------- | ------------ |
| Y       | ۳۳.۷° N       | ۱۳۹.۲° W      | ۲۲.۰ کیلومتر |
| C       | ۳۴.۱° N       | ۱۳۷.۰° W      | ۱۸.۰ کیلومتر |
| T       | ۳۲.۷° N       | ۱۴۳.۳° W      | ۴۳.۰ کیلومتر |
| W       | ۳۳.۷° N       | ۱۴۰.۲° W      | ۳۸.۰ کیلومتر |